# Spirorbis convexis
Spirorbis convexis är en ringmaskart som beskrevs av Wiseley 1962. Spirorbis convexis ingår i släktet Spirorbis och familjen Serpulidae. Inga underarter finns listade i Catalogue of Life.